# You Got It
〈You Got It〉은 로이 오비슨의 노래로, 1989년 정규앨범 《Mystery Girl》의 수록곡이다. 1989년 1월 〈The Only One〉을 이면으로 삼은 싱글로도 발매되었다. 로이 오비슨의 연구자에 의하면 본 싱글의 발매 직후 〈Crying〉과 같이 엮여 재발매가 되었다고 한다. 전자 쪽 싱글은 빌보드 핫 100 1위에다 어덜트 컨템포러리 차트 1위를 달성하면서, 오비슨은 25년만의 톱 10위 도달을 이뤄냈다. 같은 해 영국 싱글 차트에서는 최고 3위였다.
명의야 오비슨 단 한 명이지만, 실은 트래블링 윌버리스의 일원 톰 패티, 제프 린이 같이 작곡, 주악, 노래해 줬던 곡이다.
녹음지는 로스앤젤레스에 있는 마이크 캠벨의 창고, 믹싱지는 영국의 프라이어 파크. 오비슨은 본 곡을 단 한 번, 그러니까 1988년 11월 19일(죽기 17일 전) 다이아몬드 어워드 페스티벌에서만 연예했다. 뮤직비디오는 본 연예의 녹화본을 갖다 편집한 것이다. 2014년 나온 뮤직비디오는 리허설 신과 시연(試演) 신을 썼다.